# Alepidosceles
Alepidosceles Moure, 1947 — род пчёл, из трибы Emphorini семейства Apidae. Собирательные волоски образуют так называемую корзинку. 

## Распространение
Неотропика: Аргентина (Buenos Aires, Catamarca, Corrientes, Córdoba, Entre Rios, La Pampa, La Rioja, Mendoza, Misiones, Salta, San Juan, Santa Fé, Santiago del Estero, Tucumán); Боливия; Бразилия (Goiás, Mato Grosso, Mato Grosso do Sul, Minas Gerais, São Paulo); Парагвай.

## Классификация
Известно около 6 видов.
- Alepidosceles clavitarsis Roig-Alsina, 1998
- Alepidosceles filitarsis (Vachal, 1904)
- Alepidosceles hamata Moure, 1947
- Alepidosceles imitatrix (Schrottky, 1909) typus
- Alepidosceles lucidula Roig-Alsina, 1998
- Alepidosceles mamillata Roig-Alsina, 1998